# Paimpol
Paimpol (bretonsko Pempoull) je letoviško naselje in občina v francoskem departmaju Côtes-d'Armor regije Bretanje. Leta 2007 je naselje imelo 7.756 prebivalcev.

## Geografija
Kraj leži v pokrajini Bretaniji ob zalivu Saint-Brieuc, 40 km severozahodno od središča Saint-Brieuca.

## Uprava
Paimpol je sedež istoimenskega kantona, v katerega so poleg njegove vključene še občine Bréhat, Kerfot, Ploubazlanec, Plouézec, Plourivo in Yvias z 18.079 prebivalci.
Kanton Paimpol je sestavni del okrožja Saint-Brieuc.

## Zanimivosti
- neogotska župnijska cerkev sv. Petra v Plounezu, iz konca 19. stoletja,
- kapela Notre-Dame de Kergrist, francoski zgodovinski spomenik,
- ruševine opatije Beauport.

## Pobratena mesta
- Grundarfjörður (Islandija),
- Romsey (Anglija, Združeno kraljestvo),
- Vermilion (Ohio, ZDA).